# Den Helder Suns
O Der Helder Suns é um clube profissional de basquetebol sediado na cidade de Den Helder, Holanda do Norte, Países Baixos que atualmente disputa a DBL. Manda seus jogos no Sporthal Sportlaan com capacidade para 1.000 espectadores.

## Temporada por Temporada
| Temporada | Nível | Liga | Pos. | Pós Temporada |
| --------- | ----- | ---- | ---- | ------------- |
| 2017-18   | 1     | DBL  | 8    |               |
| 2018-19   | 1     | DBL  |      |               |

fonte:eurobasket.com